# Notomastus angelicae
Notomastus angelicae är en ringmaskart som beskrevs av Hernandez-Alcantara och Solis-Weiss 1998. Notomastus angelicae ingår i släktet Notomastus och familjen Capitellidae. Inga underarter finns listade i Catalogue of Life.